# Arhopala sceva
Arhopala sceva är en fjärilsart som beskrevs av George Thomas Bethune-Baker 1903. Arhopala sceva ingår i släktet Arhopala och familjen juvelvingar. Inga underarter finns listade i Catalogue of Life.